# 浦川泰幸
浦川 泰幸（うらかわ やすゆき、1971年5月21日 - ）は、朝日放送テレビ（ABCテレビ）のアナウンサー。愛称は「ウラウラ」。

## 来歴・人物
熊本県熊本市中央区の出身で、現在は兵庫県川西市に在住。熊本市立出水南小学校、熊本市立出水南中学校、熊本県立済々黌高等学校から立命館大学経済学部へ進学した。高校の1年先輩に、くりぃむしちゅーがいる。
大学卒業後の1995年に、アナウンサーとして朝日放送（旧法人）へ入社。同期入社組に、アナウンサーの関根友実（現在はフリーアナウンサー）と、プロデューサー・ディレクターの内片輝などがいる。
入社後は、ワイドショー・情報番組や、ABCラジオの生放送番組を中心に出演。ABCラジオでは1998年4月から2008年3月まで『ABCミュージックパラダイス』のパーソナリティを務めたほか、2007年10月から2010年3月まで、「ニュースデスク」として平日の午前中に生ワイド番組内の定時ニュースを担当。その内の一つである『おはようパーソナリティ道上洋三です』では、道上洋三が良性髄膜腫摘出の手術で約3ヶ月間の休演を余儀なくされた2006年に、道上が復帰するまでパーソナリティ代理を務めた。
2009年4月からは、ABCテレビ制作・ANN系列の生放送番組『朝だ!生です旅サラダ』（以下『旅サラダ』と略記）に1年間スタジオレギュラー（天気予報及び一部コーナーの進行担当）で出演。この番組への出演を機に、朝日放送テレビの看板番組で相次いで司会を務めるようになった。『キャスト』（ABCテレビ平日夕方のローカル報道・情報番組）でメインキャスターを務めていた2017年末に心労で体調を崩したことから、一時的な休養を経て、2018年以降はラジオパーソナリティとしての活動に軸足を置いている（詳細後述）。
一人っ子で婚姻歴は無く、現在は自宅で実母と再び同居。実母は熊本市内に住んでいた時期に喫茶店を営んでいたが、浦川の朝日放送入社後にくも膜下出血で生命の危機へ陥ったことを機に、浦川が自宅へ呼び寄せて介護している（詳細後述）。また、その自宅で複数頭のシーズーを長年にわたって飼育 するほどの愛犬家でもある。2011年から一時出演していた朝日放送（当時）の関連会社・ ABCハウジングのテレビ・ラジオCMでも、愛犬家ならではのセリフを自ら述べていた。
大阪空港を離・着陸する飛行機が見える場所に一時期、住居を構えていたほどの航空ファンで、国産旅客機YS-11が日本国内の定期便での運行から引退した2006年9月には、『おはようパーソナリティ道上洋三です』（パーソナリティ代理で出演していた同月22日放送分）や、『ABCミュージックパラダイス』（同月30日放送分）でYS-11を解説していた。
その一方で、朝日放送への入社後には「人生いつも後ろ向き」と公言。フリートークを求められる番組やイベントでも、後ろ向きな人生観を窺わせる発言や、アナウンサーらしからぬ辛辣な発言を繰り返している。本人曰く「毒舌と似非正義感の持ち主」とのことで、「少数派に乗っかっている」ことも自認。『ニュースステーション』（テレビ朝日の制作で当時の朝日放送でも同時ネット）のメインキャスターを務めていた時期の久米宏への憧れから「何かあったら（権）力を持っている人を批判したくなる」とのことで、公の場で「イキっている」（傲岸不遜に見える）人物を「イキり万太郞」と表現しているが、自身も学生時代やテレビで看板番組を任されていた時期は「イキり万太郞」だったという。その一方で、「『マスコミって偉いでしょ?』という（傲岸不遜な）立ち位置を感じさせるような言葉が嫌いなので、テレビ・ラジオを問わず、自分の出演する番組では『視聴者』『聴取者』『リスナー』という言葉を使いたくない」というポリシーから、司会やメインパーソナリティを任された番組では視聴者や聴取者をあえて「お客様」と呼んでいる。

### 『おはよう朝日です』5代目司会
2010年3月29日からは、ABCテレビの看板番組『おはよう朝日です』（平日版）の5代目司会を担当。同年のプロ野球シーズンには、スポーツ実況の経験がないにもかかわらず、『虎バン』（阪神タイガースの情報・ドキュメンタリー番組）のスペシャルコメンテーターを務めた。
『おはよう朝日です』では、全編の進行のみならず、ABCラジオの「ニュースデスク」時代に続いてニュースコーナーで解説も担当してきた。2015年4月より『キャスト』のキャスターに就任することに伴い、同年3月27日（金曜日）の放送をもって5年間務めた司会を降板。

### アノンシスト賞
2010年5月には、JNN・JRN加盟局で優秀なアナウンサーを表彰する「アノンシスト賞」において、ラジオフリートーク部門の最優秀賞を受けた。2009年12月13日にABCラジオの『サンデーミュージックアワー 浦川泰幸の気分はトレンディ!』で放送された「いい夢旅気分」（時刻表と地図などで調べた情報だけを基に架空の旅行を紹介するコーナー）で「トワイライトエクスプレス」を語った際の内容が高く評価されたことによる。

### 『パネルクイズ アタック25』2代目司会
1975年の番組開始当初から司会を務めた俳優の児玉清が体調不良により収録を欠席した2011年3月31日収録分（4月17日・24日放送）から、急遽代理司会を担当。当初は、この2回分のみ児玉の代理で出演する予定だった。しかし、その後も児玉の体調が回復しなかったことから、番組サイドは5月11日に児玉の無期限休養を発表。浦川は、5月15日放送分（5月12日収録）まで、引き続き代理司会を務めた。
児玉は同年5月16日の午後に、胃癌のため77歳で死去。5月22日には、浦川の司会で収録済みだった『アタック25』の放送を休止する代わりに、同月19日に収録された児玉への追悼特別番組『さようなら児玉清さん 〜パネルクイズ アタック25特別番組〜』を放送した。この特別番組には、出題・アシスタントを担当している後輩アナウンサーの加藤明子と共に出演。収録後には、「病床の児玉さんから『浦川君なりのアタックをやってくれたらいいよ』とメッセージをいただきました」というエピソードを明かした。
翌週の5月29日放送分より、正式に2代目司会者へ就任。就任後最初の収録では、「児玉さんに対して恥ずかしくないように司会を務めていきたい」と気を引き締めたほか、児玉の死去を冒頭で改めて伝えた。
浦川は司会を任された時に関して、「一人の視聴者として何度も見てきた番組だったため、『司会は簡単』と思いきや、細かな段取りなどで難しいところが多かったから、代理司会に任命された時に思わず足が震えていた」と後に述懐している。また、司会への抜擢から1年後の2012年3月、番組のリニューアルを実施した際には、新装されたスタジオセットについて「児玉さんが見ていたら恥ずかしい」と語っていた。なお、番組史上14代目となるこのスタジオセットは、3年後の退任まで使用された。
2015年3月29日放送分を最後に、4年間務めた司会を俳優の谷原章介にバトンタッチ。2021年9月26日をもって地上波での放送が終了したため、浦川は地上波向け制作局（朝日放送→朝日放送テレビ）のアナウンサーでただ1人の司会経験者になった。

### 『キャスト』第2代キャスター
2015年3月30日（月曜日）から2017年12月28日（木曜日）までは、ABCテレビ平日夕方の報道・情報番組『キャスト』の第2代メインキャスターを担当。一時は、「浦川泰幸のゲンバ検証」という冠コーナーのリポーターも務めていた。
2016年には、在阪局を代表するアナウンサーとして、当時、裏番組のメインキャスターを務めていた西靖（毎日放送）と「AERA」（朝日新聞出版）の企画で対談。対談の模様を今井一（関西地方を中心に活動するフリージャーナリスト）の構成によってまとめた記事が、同年11月28日号の特集「テレビの逆襲」に掲載された。

### 一時休養からラジオパーソナリティとして再起
2017年12月5日（火曜日）から『キャスト』を休演すると、同月21日には、休演の理由が体調不良のための休養にあることが朝日放送から発表された。同年の最終放送である12月28日放送分にも、本編への出演を見合わせていたが、エンディングに登場。同日限りで番組を降板することを自ら発表した。この時点では、帯番組への出演が難しいほど喉の調子が芳しくなかったことを、降板の理由に挙げていた。
実際には、2018年1月以降も、朝日放送のアナウンス部へ勤務。『キャスト』からの降板後は内勤のデスク業務に専念していた が、体調が整ったことなどを背景に、2月6日午前中のラジオ『ABCニュース』から放送に復帰した。さらに、『デイリー新潮』からの直撃取材に対して、降板の真相を自ら告白。20年前にくも膜下出血を罹患した実母をかねてから自宅で介護していること や、自宅で飼育している老犬が生命の危機に陥るほどの重病を患ったことによる心労に、風邪をこじらせたことによる喉の不調が重なったことを明かしている。
2018年の4月改編からは、定時ニュースを随時担当するかたわら、テレビ・ラジオ番組へのレギュラー出演を再開。テレビでは『スタンダップ!』のMC、ラジオでは『全力投球!!妹尾和夫です。サンデー』のコーナーレギュラー（ニュース解説）を務める。2019年の4月改編からは、ABCラジオが毎週金曜日の夕方に『浦川泰幸の金曜はウラから失礼』という生ワイド番組の放送を開始することに伴って、ラジオパーソナリティとしての活動を本格的に再開した。2020年10月改編から、『ウラのウラまで浦川です』のパーソナリティへ異動。

## 出演

### テレビ
太字はテレビ朝日系列の全国ネット番組
レギュラー番組
| 期間               | 期間               | 番組名                         | 役職                         |
| ------------------ | ------------------ | ------------------------------ | ---------------------------- |
| 同局入社直後       | 同局入社直後       | ワイドABCDE〜す                | コーナーキャスター           |
| 1999年10月         | 2000年9月          | わいど!ABC                     | コーナーキャスター           |
| 2004年10月         | 2008年3月          | ナイトinナイト・きになるオセロ | レギュラー司会               |
| 2009年4月          | 2010年3月          | 朝だ!生です旅サラダ            | レギュラー兼アナウンサー進行 |
| 2010年4月          | 2015年3月          | おはよう朝日です               | 司会                         |
| 2011年4月17日      | 2015年3月          | パネルクイズ アタック25        | 司会                         |
| 2015年4月          | 2017年12月         | キャスト                       | メインキャスター             |
| 『キャスト』降板後 | 『キャスト』降板後 | ABC NEWS                       | シフト勤務キャスター         |
| 2018年4月          | 現在               | スタンダップ!                  | 司会                         |

ゲスト出演・特別番組・その他
- 爆発てれびBOM
- bijin-tokei×ABC（2010年3月16日・23日・30日）
朝日放送の女性アナウンサー3人（喜多ゆかり・乾麻梨子・八塚彩美）が出演した際、後ろに映り込む形でサプライズ出演（通行人、レフ板を持つ撮影スタッフの2カット）。
- 虎バン（不定期でゲスト出演、2010年度には「スペシャルコメンテーター」を務めていた）
- 土曜ワイド劇場『天使が消えていく』（同局制作、2010年10月30日）
- さようなら児玉清さん 〜パネルクイズ アタック25特別番組〜（2011年5月22日）
- Qさま!!
2013年7月から、「プレッシャーSTUDY」の特別企画で「東京インテリ軍vs大阪インテリ軍」を放送する場合にのみ、「大阪インテリ軍」のメンバーとして学生服姿で出演。
- 浦川&ナジャのウラのウラまで失礼します（2022年7月26日・2023年2月11日に特別番組、2023年4月3日からレギュラー番組として放送）
『ウラのウラまで浦川です』からの派生番組で、火曜パートナーのナジャ・グランディーバと共演。

### ラジオ

#### 現在の出演番組
- ABCニュース（不定期で担当）
- ウラのウラまで浦川です（パーソナリティ、2020年10月5日 - ）
- Sunstar presents　浦川泰幸の健康道場プラス（2023年4月8日 - ）

#### 過去の出演番組
- スポーツ・パレード（朝日放送への入社当初にシフト勤務の一環で担当）
- ウィークエンド情報シャッフル（中継リポーター担当、1996年10月 - 1998年3月）
- ABCミュージックパラダイス（主に土曜日パーソナリティを担当、1998年4月 - 2008年3月29日）
  - 2021年9月27日（月曜日）からのレギュラー放送再開に際しては、パーソナリティを紹介するラジオCMへ出演したほか、水曜日の初回放送分（同月30日）限定でパーソナリティを務めた。
- サンデーミュージックアワー 浦川泰幸の気分はトレンディ!（2008年7月13日 - 2009年3月22日・2009年6月28日 - 2010年3月20日）
- ニュース探偵局・おはよう!ニュース探偵局（2003年 - 2009年、不定期で出演）
- ラジオ・ニュースデスク（2007年10月 - 2009年3月：火・水曜日午前担当→2009年4月 - 2010年3月：月・火曜日午前担当）
- 選挙特番・報道特番など
- おはようパーソナリティ道上洋三です
  - 手術のため番組を欠席した道上洋三の代理として、2006年7月21日から同年9月22日までの約2ヶ月間、毎週金曜日のピンチヒッターを担当した。
- ダンディ・エクスプレス（2006年度、水・木曜日担当、18:30 - 19:00）
- 浦川泰幸のとっておき情報（2008年）
- 全力投球!!妹尾和夫です内『ニュース一直線』コーナー（2007年10月 - 2009年4月1日：水曜日担当、2009年4月6日 - 2009年6月29日：月曜日担当）
- ABCラジオ創立60周年記念『みんなでGO!GO!60周年』（2010年11月13日、サブ進行）
- 浦川泰幸の「劇場に行こう!」（メインパーソナリティ、2013年1月13日 - 2015年3月29日）
- 全力投球!!妹尾和夫です。サンデー（2018年4月8日 - 2021年9月26日）
  - 基本として、番組内の1コーナー（「仰天ニュース!うらトピ」→「ウラウラタイムズ」）でニュース解説を担当。パーソナリティの妹尾和夫が生中継企画などでスタジオへ出演できない場合には、全編にわたってパーソナリティ代理を務めた。
- 桑原征平の快適生活ラジオショッピング!（2018年12月11日）
- 征平・あさおのどす恋ラジオ!（2018年12月12日）
  - いずれも水曜日に収録されているが、本来のパーソナリティである桑原征平（関西テレビ出身のフリーアナウンサー）が収録日（2018年12月7日）に急性肺炎で自宅療養を余儀なくされたことから、桑原に代わってパーソナリティを担当。
- 新春スーパーワイド（1月1日放送の生番組）
  - うらうら・ひろみの新春!亥の一番!!（2007年第1部、5:00 - 10:55）
  - うらうら・しゅうかの新春えと一番!（2008年第1部、5:00 - 10:55）
  - 浦川・桜井のモ〜オ!お正月（2009年第1部、5:00 - 9:55）
  - 浦川泰幸・小川恵理子のワンニャンリクエスト（2015年第2部、11:00 - 14:54）
- 浦川泰幸の金曜はウラから失礼（パーソナリティ、2019年4月5日 - 2020年10月2日）
  - 『ウラのウラまで浦川です』は派生番組で、一部のコーナーを引き継いでいる。
- 桑原征平粋も甘いも「粋甘流☆美女と野獣NEO」（2021年9月22日まで放送された水曜13時台の大喜利コーナー[22]）
  - 2019年6月 - 「征平のうた」にて、童謡「かえるの合唱」の替え歌を歌唱[23]。
  - 2020年3月 - 「下を向いて歩こう」にて、坂本九「上を向いて歩こう」の替え歌を歌唱。
  - 2021年7月 - 「クワんちゅの宝」にて、BEGIN「島人ぬ宝」の替え歌を歌唱[24]。
- 小早川秀樹のナイスじゃナイト!（パーソナリティ代理、2021年6月12日）
  - 本来のパーソナリティである小早川秀樹が他のスケジュールとの兼ね合いで休演することがあらかじめ決まっていたため、朝日放送への入社以来初めて、生放送によるラジオの音楽番組を単独で進行した。ABCラジオでは放送週（6月7 - 13日）に「ABCラジオ リスナー大感謝まつり」を開催していたが、浦川は当番組以外にも、12日（金曜日）を除く全日に同局の生放送番組（『ウラのウラまで浦川です』『全力投球!!妹尾和夫です。サンデー』）へ出演。
- OBCグッドアフタヌーン!和田麻実子のみみよりだんご（ラジオ大阪、2022年6月28日）
  - 2022年4月から毎週火曜日（2024年4月以降は月・火曜日）の午後（『ウラのウラまで浦川です』の前）に放送されている生ワイド番組。火曜パートナーの1人である浜田順平（カベポスター）が当時（2024年3月まで）隔週水曜日に『ウラのウラまで』へ出演していたことや、和田が同番組の聴取をかねてから公言していることを背景に、カベポスターへのサプライズゲストとして同番組の本番前（12時台の後半）に登場した。

### CM
- ABCハウジング（2012年 - 、朝日放送テレビ・朝日放送ラジオとも関西ローカル限定で放送、新聞広告にも登場）
  - 2013年10月からは一時、後輩アナウンサー・武田和歌子と共演のCMも放送していた。

### 映画
- 映画ドラえもん のび太のひみつ道具博物館 - 警官・作業員役（声の出演。前述の『アタック25』にて当該映画に関する問題が出た際、自身も同作に出ていることを明かした）
- バースデーカード

## 受賞歴
- 第35回JRN・JNNアノンシスト賞 最優秀賞